# Cúp quốc gia Scotland 1908–09
1908–09 Cúp quốc gia Scotland là mùa giải thứ 36 của giải đấu bóng đá loại trực tiếp uy tín nhất Scotland. Chức vô địch không được trao trong mùa giải này vì bạo loạn nghiêm trọng trong trận đá lại Chung kết giữa Rangers và Celtic.

## Lịch thi đấu
| Vòng      | Ngày thi đấu đầu tiên | Số trận đấu | Số đội tham gia |
| --------- | --------------------- | ----------- | --------------- |
| Vòng Một  | 23 tháng 1 năm 1909   | 16          | 32 → 16         |
| Vòng Hai  | 6 tháng 2 năm 1909    | 8           | 16 → 80         |
| Tứ kết    | 20 tháng 2 năm 1909   | 4           | 8 → 4           |
| Bán kết   | 20 tháng 3 năm 1909   | 2           | 4 → 2           |
| Chung kết | 10 tháng 4 năm 1909   | 1           | 2 → 1           |

## Vòng Một
| Đội nhà               | Tỉ số | Đội khách          |
| --------------------- | ----- | ------------------ |
| Alloa                 | 2 – 2 | St Mirren          |
| Broxburn Athletic     | 1 – 1 | Beith              |
| Clyde                 | 4 – 0 | Dykehead           |
| Dundee                | 9 – 0 | Ayr Parkhouse      |
| Falkirk               | 2 – 1 | East Stirlingshire |
| Hamilton Academical   | 0 – 0 | Queen's Park       |
| Heart of Midlothian   | 2 – 1 | Kilmarnock         |
| Leith Athletic        | 2 – 4 | Celtic             |
| Greenock Morton       | 0 – 4 | Aberdeen           |
| Motherwell            | 6 – 1 | Elgin City         |
| Port Glasgow Athletic | 5 – 0 | Dunblane           |
| St Johnstone          | 0 – 3 | Rangers            |
| Third Lanark          | 5 – 1 | Brechin City       |
| Vale of Leven         | 8 – 0 | Airdrieonians      |
| West Calder Swifts    | 0 – 0 | Partick Thistle    |

### Đá lại
| Đội nhà         | Tỉ số | Đội khách           |
| --------------- | ----- | ------------------- |
| Airdrieonians   | 1 – 0 | Vale of Leven       |
| Beith           | 0 – 0 | Broxburn Athletic   |
| Partick Thistle | Thắng | West Calder Swifts  |
| Queen's Park    | 2 – 0 | Hamilton Academical |
| St Mirren       | 5 – 0 | Alloa Athletic      |

### Đá lại lần 2
| Đội nhà | Tỉ số         | Đội khách         |
| ------- | ------------- | ----------------- |
| Beith   | 1 – 1 (a.e.t) | Broxburn Athletic |

Trận đấu diễn ra ngày at Ibrox Park

### Đá lại lần 3
| Đội nhà | Tỉ số         | Đội khách         |
| ------- | ------------- | ----------------- |
| Beith   | 1 – 1 (a.e.t) | Broxburn Athletic |

Trận đấu diễn ra ngày at Ibrox

### Đá lại lần 4
| Đội nhà | Tỉ số | Đội khách         |
| ------- | ----- | ----------------- |
| Beith   | 4 – 2 | Broxburn Athletic |

Trận đấu diễn ra ngày at Love Street

## Vòng Hai
| Đội nhà       | Tỉ số | Đội khách             |
| ------------- | ----- | --------------------- |
| Airdrieonians | 2 – 0 | Heart of Midlothian   |
| Celtic        | 4 – 0 | Port Glasgow Athletic |
| Clyde         | 1 – 0 | Hibernian             |
| Dundee        | 0 – 0 | Rangers               |
| Motherwell    | 1 – 3 | Falkirk               |
| Queen's Park  | 3 – 0 | Partick Thistle       |
| St Mirren     | 3 – 0 | Beith                 |
| Third Lanark  | 4 – 1 | Aberdeen              |

### Đá lại
| Đội nhà | Tỉ số | Đội khách |
| ------- | ----- | --------- |
| Rangers | 1 – 0 | Dundee    |

## Tứ kết
| Đội nhà      | Tỉ số | Đội khách     |
| ------------ | ----- | ------------- |
| Celtic       | 3 – 1 | Airdrieonians |
| Clyde        | 3 – 1 | St Mirren     |
| Rangers      | 1 – 0 | Queen's Park  |
| Third Lanark | 1 – 2 | Falkirk       |

## Bán kết
| Celtic | 0 – 0 | Clyde |
| ------ | ----- | ----- |
|        |       |       |

| Falkirk | 0 – 1 | Rangers |
| ------- | ----- | ------- |
|         |       |         |

### Đá lại
| Celtic | 2 – 0 | Clyde |
| ------ | ----- | ----- |
|        |       |       |

## Chung kết
| Rangers | 2 – 2 | Celtic |
| ------- | ----- | ------ |
|         |       |        |

### Đá lại
| Rangers | 1 – 1 | Celtic |
| ------- | ----- | ------ |
|         |       |        |